# Na zawsze (utwór Iry)
Na zawsze – pierwsza ballada rockowa zespołu IRA zawarta na piątej płycie Znamię. Została zamieszczona na czwartym miejscu na krążku, jest najdłuższym utworem znajdującym się na płycie oraz w historii zespołu, trwa bowiem 5 minut i 41 sekund.
Tekst utworu interpretowany jest ze śmiercią. Autorem tekstu jest wokalista grupy Artur Gadowski.
Utwór oparty jest na wolnych riffach, wzbogacony o partię instrumentów symfonicznych, skomponowaną i nagraną za pomocą syntezatorów przez Macieja Świtońskiego z zespołu rockowego „Air Force One”. Partie symfoniczne były pierwszym tego typu doświadczeniem zespołu podczas nagrywania utworu w studiu. Kompozytorem utworu jest gitarzysta Piotr Łukaszewski. W utworze zwolniona jest także partia perkusji.
Utwór Na zawsze był bardzo rzadko grany na zwykłych koncertach, z uwagi na brak możliwości uzyskania wsamplowanej orkiestry. Natomiast bardzo często był grany na koncertach akustycznych, gdy zespół występował wraz z orkiestrą. Podczas jednego z takich koncertów w 1994 roku powstał teledysk do utworu. Obok kompozycji Zakrapiane spotkanie jest to najspokojniejszy utwór znajdujący się na płycie Znamię. Utwór jako jedyny z krążka nie posiada solówki gitarowej.
Od momentu reaktywacji grupy pod koniec 2001 roku, utwór w ogóle nie jest grany na koncertach zespołu.

## Teledysk
Utwór Na zawsze niemalże regularnie był grany podczas koncertów akustycznych zespołu. Podczas jednego z takich występów na koncercie w Krakowie w 1994 roku wraz z orkiestrą powstał teledysk do tego utworu. Premiera clipu nastąpiła w drugiej połowie 1994 roku. Teledysk bardzo często emitowany był w różnych programach poświęconych tematyce rockowej, m.in. „Rock Noc” czy „Clipol”. Obecnie clip jest sporadycznie puszczany w telewizji.

## Twórcy
IRA
- Artur Gadowski – śpiew, chór
- Wojtek Owczarek – perkusja
- Piotr Sujka – gitara basowa, chór
- Kuba Płucisz – gitara rytmiczna
- Piotr Łukaszewski – gitara prowadząca

Muzycy sesyjni
- Maciej Świtoński – instrumenty klawiszowe – orkiestra smyczkowa

Produkcja
- Nagrywany oraz miksowany: lipiec-sierpień w Studio S-4 w Warszawie
- Producent muzyczny: Leszek Kamiński
- Realizator nagrań: Leszek Kamiński
- Kierownik Produkcji: Elżbieta Pobiedzińska
- Aranżacja: Piotr Łukaszewski
- Tekst piosenki: Artur Gadowski
- Skład komputerowy okładki: Sławomir Szewczyk
- Płaskorzeźbę na okładkę wykonał: Rafał Gadowski
- Zdjęcia wykonali: Dariusz Majewski i Andrzej Stachura
- Sponsor zespołu: Mustang Poland